# (7180) 1991 NG1
(7180) 1991 NG1 (1991 NG1, 1982 YR, 1990 HV2) — астероїд головного поясу, відкритий 12 липня 1991 року.
Тіссеранів параметр щодо Юпітера — 3,222.